# Jugger
A jugger az 1989-ben bemutatott, David Webb Peoples által írt és rendezett Hősök vére című film központi elemeként megjelenő játék, amelyet sportként több országban átültettek a valóságba, többek között Németországban, Ausztráliában, Írországban és az Egyesült Államokban.

## Röviden a játékról
A cél a pálya közepén lévő "jugg"-ot (koponyát/labdát) az ellenfél kosarába bejuttatni, ahányszor csak lehet. Egy csapat 5 játékosból és legfeljebb 3 cserejátékosból áll. Mindkét csapatból csak egy, a futó játékos (Qwik) foghatja meg és juttathatja a koponyát az ellenfél kosarába. A másik 4 játékos párnázott fegyverekkel (pompfen) üthetik a másik csapatot. Ha egy játékost fegyverrel eltalálnak, akkor egy megadott ideig nem játszhat tovább. Így a 4 fegyveres játékos segítheti a futót a pontszerzésben.

## Szabályok
A szabályok a német szabálykönyvön alapszanak.

### A játéktér

A pálya, a jugg és a kosarak megjelölésével

A pálya egy nyújtott oktogon (nyolcszög), mely 40 m hosszú és 20 m széles. A pályán kívül a játékosok nem tartózkodhatnak. A pálya szélét vonal jelzi. A középpont, ahova a koponya kerül, ugyancsak meg van jelölve. A kosarak a pálya két végén, a vonaltól 2 méterre találhatóak.

### A koponya
A koponya egy 30 cm hosszú és kb. 12 cm átmérőjű tárgy. A külső kinézete nem számít, amíg a megadott értékeknek megfelel.

### A kosár
A kosár egy 50 cm alapkörrel rendelkező, párnázott csonkakúp. A közepén egy 12 cm átmérőjű lyuk található, melybe a koponya kerül. A kúpot teljesen ki kell párnázni.

### Fegyverek (Pompfen)
A pompfenek a játékban használt párnázott fegyverek. Megkülönböztetünk pajzsokat, láncos buzogányokat és ütőfegyvereket.
A játék kezdete előtt minden fegyvert meg kell vizsgálni, hogy elég biztonságosak-e, illetve megfelelnek-e a szabályokban foglaltaknak. Ha egy fegyver nem felel meg bármely feltételnek, a játékban nem szabad használni. Minden fegyvert ki kell párnázni és az éleket lekerekíteni. Stilizált, vagy hasonló fegyverek nem megengedhetőek. Az ütőfegyverek egy rúdból/csőből álló magból, illetve megfelelő párnázásból állnak. A balesetek elkerülése végett a szilánkosan törő magokat valamilyen rugalmas védelemmel kell ellátni, és meg kell akadályozni, hogy bármilyen helyzetben átszúródhasson a végeken.
Az ütőfegyverek markolat és ütő részekből állnak. A két rész együttes hossza adja meg a fegyver maximum hatótávját.

### Ütőfelület
Az ütőfelület a fegyverek párnázott része, mellyel ütni, illetve pinnelni lehet az ellenfelet. A fegyver magját kisebb nyomással sem szabad érezni. Az ütőfelületnek végig legalább 6 cm átmérőjűnek kell lennie. A fegyvernek legalább 7 cm-es átmérőjű, jól párnázott heggyel kell rendelkeznie.

### Hegy
Mindegyik fegyvernek, amellyel szabad szúrni, megfelelően párnázott heggyel kell rendelkeznie. Eddig a részig a magnak már nem szabad elérnie. Csakis olyan anyagból állhat, amely elég erős ahhoz, hogy kibírja az oldalsó erőket, de elég puha, hogy ne okozzon sérülést. A magot teljes erővel szúrva sem szabad érezni.

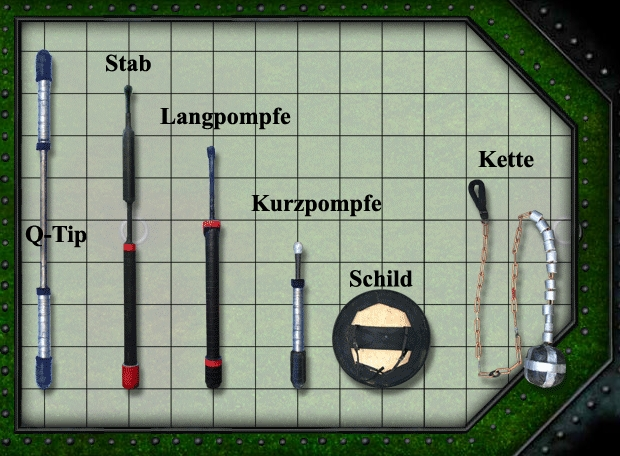
A fegyverek balról jobbra: fülpiszkáló (Q-tip), bot (stab), hosszúkard (langpompfe), rövidkard (kurzpompfe), pajzs (schild) és láncos buzogány (kette).

## Eszközök

### Pajzs
A pajzs egy maximum 60 cm átmérőjű kör. Az elejét és a szélét végig ki kell párnázni. A pajzsot a játékos az egyik kezében tartja, míg a másik kezében egy rövid kardot vihet. A pajzsokkal kétféle módon lehet ütni (bashing): a lapjával a támadót visszalökni, illetve a párnázott éllel ütni. Ha a pajzsot rövidkarddal használja a játékos, pinnelni csak a karddal lehet, de a pajzsot használhatja védekezésre.

### Rövidkard
A rövidkard legfeljebb 85 cm hosszú. Az ütőfelülete maximum 65 cm, a hegyét is beleértve. A rövidkarddal lehet szúrni, ezért a hegyét megfelelően ki kell alakítani. Az ütés akkor ér, ha a játékos legalább egy kézzel fogja a markolatnál. A rövidkardot pajzzsal, vagy egy másik rövidkarddal együtt lehet használni. Dual wield (két rövidkard együttes használata) esetén pinnelés közben az szabadon maradó kard csak védekezésre használható, támadásra nem.

### Hosszúkard
A hosszúkard legfeljebb 140 cm hosszú. Az ütőfelülete maximum 100 cm, heggyel együtt. A hosszúkarddal lehet szúrni, ezért a hegyét megfelelően ki kell alakítani. Az ütés akkor ér, ha a játékos két kézzel fogja a markolatnál.

### Q-Tip/Fülpiszkáló
A fülpiszkáló legfeljebb 200 cm hosszú. A maximum hatótáv 140 cm (2 x 60 cm ütőfelület + 80 cm markolat). A Q-tippel lehet szúrni, ezért a hegyét megfelelően ki kell alakítani. Az ütés akkor ér, ha a játékos két kézzel fogja a markolatnál.

### Bot/Kasza
A bot legfeljebb 180 cm hosszú. Az ütőfelülete maximum 90 cm, mely a bot elülső része. A markolatot egy jól látható, legalább 1 cm-rel vastagabb párnázott rész kettéválasztja, amely hárításra használható. Az ütés akkor ér, ha a játékos a két kezével a két markolatrészt egyszerre fogja. A bottal nem szabad szúrni.

### Láncos buzogány
A buzogány összesen legfeljebb 320 cm. A lánc végén található a fogóhurok. A lánc elején egy párnázott labda van, mely maximum 20 cm átmérőjű. A labdától a fogóhurok felé a lánc legalább 100 cm-es párnázott résszel rendelkezik. Ennek a párnázott résznek nem szabad elmozdulnia. Az ütés akkor ér, ha a fogó rajta van a játékos egyik kezén. A lánccal nem szabad szúrni.

### Védőfelszerelés
A legfontosabb szabály a biztonság! A játékosoknak a saját és egymás biztonsága érdekében minden ékszert le kell venniük, vagy le kell ragasztaniuk. A védőfelszerelés mennyiségét minden játékos saját maga dönti el. A védőfelszerelések nem lehetnek kemények.

## Csapatok, játékmenet

### Csapatok
Mindkét csapatban egy Qwiknek és 4 fegyveresnek kell lennie. A csapat eldöntheti, hogy milyen fegyvereket használ. Egy csapaton belül egy Qwiknek kötelező lenni, a többi fegyvernem szabadon választható, de legfeljebb 1 láncos lehet.

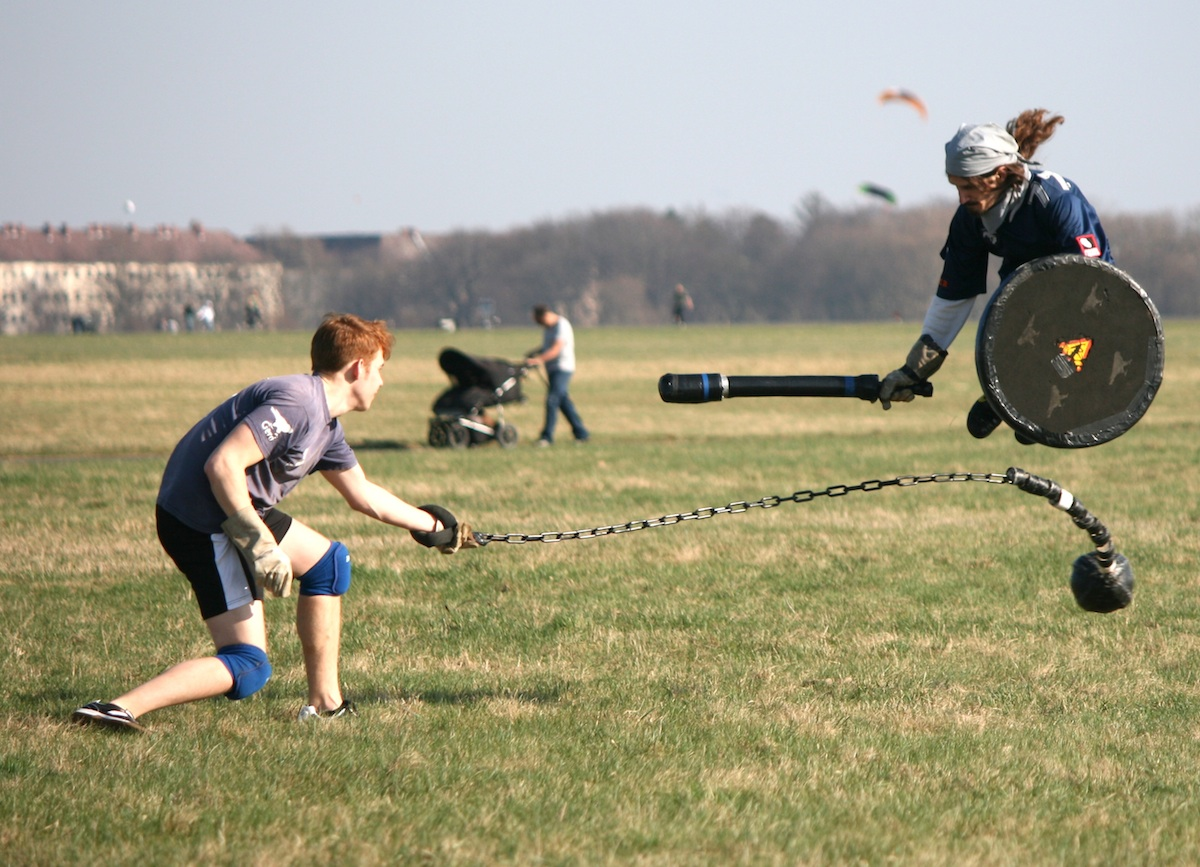

### Pontszerzés
Ahhoz hogy a csapat pontot szerezzen, a Qwiknek be kell juttatnia a koponyát a kosárba. A pont akkor érvényes, ha a koponya a kosárban marad és egyik Qwik sem ér hozzá. Pontot ér az is, ha a futó berakja a koponyát a kosárba és ezzel egy időben megütik. Amennyiben a futót előbb megütik és utána helyezi a koponyát a kosárba, nem érvényes a pont. Ekkor a bíró vagy az egyik játékos kiveszi a juggot és a kosár mellé helyezi. Ha a koponya magától kiesik, vagy az egyik Qwik még hozzáér, akkor a játék megy tovább, és ugyancsak nem ér pontot.

### A játék hossza
Egy egy játék hosszára több különböző rendszert is alkalmaznak:
Időalapú
A játék két félidőből áll, 2 x 80 vagy 2 x 100 kavicsból. Egy kavics egy ütemet jelent. Az ütemek 1,5 másodpercenként hangzanak fel. Félidőnél a két csapat helyetcserél. A két félidő között legfeljebb 5 perc idő telhet el.
Ha a játéknak vége, az a csapat nyer, amelyik több pontot szerzett. Ha a két csapat pontjai egyenlőek, életbe lép az arany koponya szabálya.
Pont-alapú
A játékot játszmákra, más néven szettekre bontjuk. Egy szett megnyeréséhez adott számú pontot kell elérnie a csapatnak, ez legtöbbször 5.
A játékot az nyeri, aki hamarabb éri el a szükséges számú megnyert meccset. Jellemzően egy bajnokságon a döntőben több szettet kell nyerni, mint egy alap meccsen - a pontos szám versenyről-versenyre változik. 

### Aranykoponya
Az aranykoponya a játék vége utáni plusz kört jelenti. Aki ebben a körben előbb juttatja a koponyát az ellenfél kosarába, az a csapat nyeri a játékot.

### Játék kezdése
Mielőtt a játék elkezdődik, a két csapat a pályán kívül felsorakozik a saját térfelük végén. Ekkor még van idő taktikai megbeszélésre vagy játékoscserére. A játékosokat akárhányszor lehet cserélni. Ha a csapat befejezte, felsorakozik és a Qwik feltartott kézzel jelzi a bírónak, hogy készen állnak. Ha mindkét csapat jelez, a bíró ellenőrzi, hogy a koponya középen van-e és elkezdi a játékot.
A kezdést a bíró hangosan indítja: 3-2-1 Jugger! Amint a bíró kiejti, hogy Jugger, a játékosok beléphetnek a pályára.

### Félbeszakítás
Ha a játék bármilyen okból megáll, a kavicsok számlálása is szünetel. Ha egy csapat pontot szerez, a játék megáll. Ha a koponya elhagyja a játékteret, a játék folytatódik, nem áll meg.
A bíró ezen felül bármikor megszakíthatja a játékot, ha úgy látja jónak. Ez történhet biztonsági okból, szabálytalanságból, sérülésből is.

## Szabályok a játéktéren

### Biztonságos játék
A játékosok maguk felelnek a felszerelésükért, fegyvereikért. Ha egy fegyver megsérül, eltörik, vagy bármely más módon veszélyessé válik a többi játékosokra nézve, azonnal ki kell állítani a játékból. Ekkora a játékos a lehető legrövidebb úton kijuttatja a fegyvert a játéktérről. Ezután a játékos maga is elhagyhatja a pályát, hogy új fegyvert vegyen fel. Ekkor nem érhet hozzá a koponyához, nem üthet meg másik játékost, de a többiek megüthetik őt és le is pinnelhetik. A játék eközben nem áll le, rendesen halad tovább.
A fegyveresek futhatnak, ugorhatnak, bukfencezhetnek, de csakis akkor, ha közben a fegyverüket biztonságosan tudják tartani. Tilos másik játékosnak teljes erővel, szúró szándékkal nekiszaladni vagy nekiugrani. Ugyancsak tilos a láncosoknak a feltekeredett, megfeszült láncot rángatni, húzni. Ha a lánc feltekeredett, a játékosnak le kell tekernie mielőtt újra használhatná.

### Aktív játékosok
A játékosok a játék kezdetekor, amint a pályára lépnek, aktívvá válnak. Ha egy játékos pályán kívülre lép, vagy szabályos ütés éri, inaktívvá válik. Csakis aktív játékosok játszhatnak, mozoghatnak, és hathatnak a koponyára.

#### Az aktív játékosoknak tilos
- pályán kívül játszani. A játékosok semelyik testrésze sem érhet a pályán kívül a földhöz, illetve a koponyát sem szabad szándékosan a pályán kívülre juttatni.
- túl veszélyesen játszani
- nekirohanni vagy ugrani egy másik játékosnak. Meg kell tudni állni, az összeütközések elkerülése végett.
- a kosár testtel vagy fegyverrel való kitakarása, a pontszerzés ilyen módú akadályozása
- a kosár elmozdítása
- a koponyába rúgni
- megfeszült/feltekeredett láncot rángatni

Az aktív fegyveresek megüthetnek vagy pinnelhetnek másik játékost. Ugyancsak a fegyverükkel beleüthetnek a koponyába.

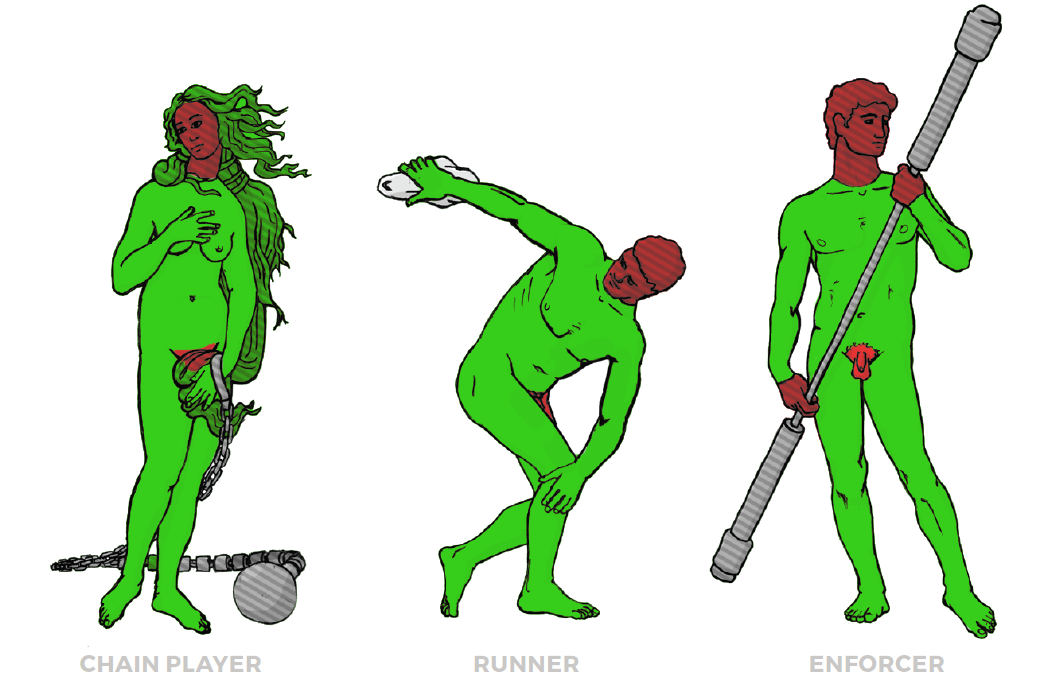
Ütés kivételek

### Szabályos ütés
Egy ütés csak akkor szabályos, ha a fegyvert a játékos szabályosan fogta. A rövidkardot egy kézzel, a kétkezes fegyvereket két kézzel kell fogni. Elegendő, ha a kéz legalább érinti a fegyver markolatát. A láncos buzogány ütése akkor ér, ha a fogó ténylegesen rajta van a játékos egyik kezén, vagy ha a lánc zártan rátekeredik a másik játékosra. Az ütése nem ér, ha a labdát a játékos dobja, vagy az a földről pattan.
Minden játékosnál az egész test, illetve védőfelszerelés számít, kivéve a nyakat, fejet és a kézfejeket. A láncosoknál érvényes ütési pont a kézfej is. A Qwik keze és ha épp fogja, a koponya is érvényes.
Ha valakit kézen vagy fejen ütnek, jeleznie kell egy "kéz" vagy "fej" kiáltással.
Ha ketten egyszerre ütnek, mindketten inaktívvá válnak. Ha egyértelmű, hogy ki ütött előbb, akkor csak az először megütött játékos lesz inaktív. Vitás kérdésben a bíró dönt.

#### Az ütés nem ér, ha
- nincs helyesen tartva a fegyver
- nem megengedett helyen lett megütve a játékos
- ha először a fej lett megütve és onnan csúszik tovább a fegyver a többi testrészre. Ha bármely érvényes testrészről csúszik a fejre az ütés, akkor az ér.
- a bottal szúrtak
- a lánc feltekeredett a fegyverre és a fegyver egy másik, nem a láncot tartó személyt üt meg

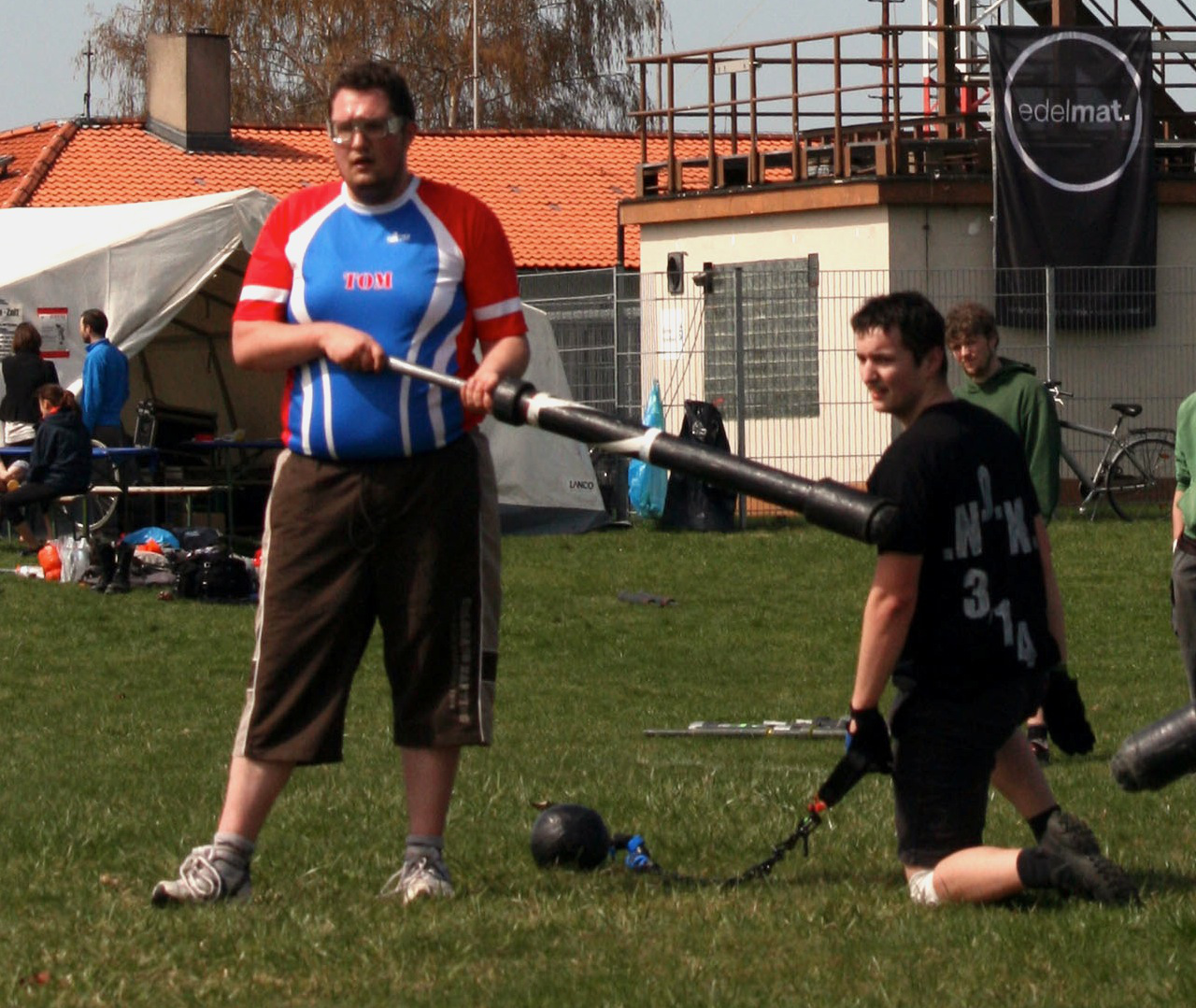
Pin

- a lánc feltekeredett a fegyverre és úgy üti meg a játékost. Ilyenkor a láncot elkapták, nem ér az ütés

### Pin
A fegyveres játékosok maximum egy inaktív játékost lepinnelhetnek, ezzel megakadályozva, hogy újra aktívvá válhassanak. Ehhez a fegyver ütőfelületét az inaktív játékos érvényes testrészéhez kell érinteni. A fegyvert pin közben is szabályosan kell fogni. Amíg a játékos pin alatt van, nem válhat aktívvá. A pin bármikor feloldható, vagy átrakható egy másik játékosra. Lánccal nem lehet pinnelni.

### Koponya (Jugg)
A játékosok a fegyverükkel beleüthetnek a koponyába, amíg az nem jelent veszélyt a többi játékosra. A Qwikek hozzáérhetnek, felvehetik, eldobhatják a koponyát. Más játékost viszont tilos megdobniuk vele. Ha a koponya a játéktéren kívülre kerül és a bíró még nem rakta vissza, a Qwik kifuthat a koponyáért és a legrövidebb úton visszaviheti. Ez nem számít a játéktér elhagyásának. Ha a Qwik visszatért, a játék onnan folytatódik, ahol meg lett szakítva.

### Futók (Qwik)
A futóknak a játék kezdete előtt meg kell egyezniük, mennyire fognak birkózni, kijelölik a legkisebb durvaságot.
A Qwikek alapból az egész felsőtesttel és karokkal birkózhatnak. Ha egy futó a két lábánál több testrésszel ér a földhöz, az egész testük (kivéve nyak és fej) támadófelületté válik. A futók meglökhetik, megfoghatják, markolhatják, felemelhetik a másik futót. Ugyancsak felhúzhatják a földről, vagy épp leszoríthatják oda. Ha a Qwik nem a támadófelületnél kapja el ellenfelét, azonnal el kell engednie őt.

#### Tilos
- előnyhöz jutni sérülés okozásával
- megrúgni vagy megütni a támadófelületen kívül
- eldobni a másikat úgy, hogy mindkét lába a levegőbe kerül vagy fejjel/felsőtesttel ér le
- korábbi sérüléseknél vagy ízületeknél erőt kifejteni a másikra
- az ellenfél mozgását irányítani
- nekifutni vagy ugrani az ellenfélnek
- gatyázni

### Inaktív játékosok
A játékosok inaktívvá válnak, ha szabályosan megütik őket, vagy elhagyják a játékteret. Az inaktív játékosok nem vesznek részt a játékban, nem mozoghatnak, nem üthetnek, nem hathatnak a koponyára. Ha véletlen elvesztik a fegyverük, nem szerezhetik vissza. Az inaktív játékosokat nem szabad megütni. Az inaktív futók nem foghatják, dobhatják vagy rejthetik el a koponyát.
Az inaktív játékos ott marad, ahol inaktívvá vált és egyből féltérdre ereszkedik. Ha kell, először visszatérnek a játéktérbe.
Ha lánc csavarodott rájuk, először azt kell levenni. Ha a lánc rácsavarodott egy fegyverre, segíteni kell leszedni, vagy el kell engedni, hogy a láncos könnyen levehesse.

### Térdelés
Az inaktív játékosok szabályosan térdelnek, ha az egyik térd leér a földre és az egyik kéz a hát mögött van. Az inaktív játékosok a fegyverüket lefektetik a földre. Amíg az egyik térd a földön marad, az egyik kéz pedig a hát mögött, addig lehet forogni, beszélni a többiekkel.

### Büntetések
A letérdelt játékos elkezdheti számolni a büntetését, amint meghallja az első kavicsot. Hogy hol tart a számolásban, a hát mögött tartott kézen mutatni kell.

#### A letöltendő kavicsok
- játéktér elhagyása 5 kavics
- érvényes ütés egy éllel rendelkező fegyvertől 5 kavics
- érvényes ütés egy lánctól 8 kavics

Ha egy inaktív játékos pinnelnek, a számolást továbbra is folytatja. Ha a számolás letelt, de még pinnelve van, lent marad. Ha a pin megszűnik, de van még hátra kavics, lent marad. Ha letelt a kavics és a pin is megszűnik, az inaktív játékos a következő kavicsütésre állhat fel. Taktikai okokból lent lehet maradni tovább is. Ha a játékos gyorsabban áll fel, vagy helytelenül térdel, a számolást újra kell kezdenie.

## Bírók
Legalább egy bírónak kell lennie a játék lefolyásának könnyítése érdekében. Minden hivatalos meccsen 4 bíró van: egy főbíró, egy segéd és 2 gól-bíró. Mindegyik bírónak be kell tartatnia a szabályokat, a biztonságos játékot, és ha kell, megállíthatják a játékot.
A nem egyértelmű helyzetekben a bíró dönt, figyelik az inaktív játékosokat és ha valaki többször is megsérti a szabályokat, szólnak a főbírónak.
Ha a koponya a pályán kívülre kerül, a bírók viszik vissza a pályára, kivéve, ha a futók gyorsabbak voltak.

### Főbíró
A bírók közötti vitás kérdésekben a főbíró mondja ki a végső döntést.
Minden kört a főbíró indít és mindegyik előtt ő bejelenti az aktuális állást és a maradék játékidőt. Játék végén döntetlen esetén a főbíró jelenti be az "aranykoponya" alkalmazását.
Hogy a főbíró megfelelően követni tudja a játékot, a pálya mellett, a koponya vonalában járkál. Biztosítja, hogy a játék folytatódjon, ha a koponyát helytelenül rakták a kosárba.
Nem egyértelmű esetekben a főbíró újrajátszást rendelhet el. Többszörös szabálysértés esetében bünteti a játékost.

### Segédbíró
A segéd a főbíróval egy vonalban, de a pálya másik oldalán mozog.

### Gól-bíró
A pálya a két bíró között fele-fele arányban van szétosztva. Figyelik a játék kezdését, a játékosok pályára lépését és a pontszerzéseket.
Ha a koponya helytelenül került a kosárba, a gól-bíró hangosan, mindenki számára láthatóan jelzi. Ha szükséges, kiveszi a kosárból és a kosár mellé teszi.

### Kavics-számláló
Biztosítja, hogy a kavicsok jól hallhatóak legyenek mind a játékosok, mint a bírók számára. Számolja a kavicsokat, illetve megszakítás esetén jelzi a bíróknak mennyi van még hátra. Újrajátszás esetén a kavicsokat visszaszámlálja a kör elejéhez. Egy félidő utolsó 10 kavicsát hangosan kiejtve kell visszaszámlálni.